# ヘルベルト・アイメルト
ヘルベルト・アイメルト（Herbert Eimert、1897年4月8日 - 1972年12月15日）は、ドイツの作曲家、音楽学者、ジャーナリスト。電子音楽と現代音楽の理論的発展に大きな影響を及ぼした。語りと電子的に変換された音声による『久保山愛吉の墓碑銘』で世界的に知られている。

## 教育
ヘルベルト・アイメルトはバート・クロイツナハに生まれた。1919年から1924年までケルン音楽院で音楽理論と作曲をヘルマン・アーベントロート、フランツ・ベルシェ (de:Franz Bölsche) 、アウグスト・フォン・オテグラーフェン (August von Othegraven) に学んだ。1924年、学生時代のアイメルトは『無調音楽論』を著し、また期末試験のコンサートのために十二音技法で書かれた弦楽四重奏曲を作曲したが、このことが原因でベルシェと口論になった。ベルシェはその四重奏曲をプログラムから除き、アイメルトを彼の作曲のクラスから追い出した。
1924年からアイメルトはケルン大学で音楽学をエルネスト・ビュッケン (Ernst Bücken) 、ヴィリ・カール (Willi Kahl) 、ゲオルク・キンスキー (Georg Kinsky) に、哲学をマックス・シェーラーとニコライ・ハルトマンに学び、1931年に学位論文『17世紀および18世紀の音楽の形式構造』によって博士の学位を取得した。

## 経歴
1927年から1933年までケルン・ラジオ局で働き、また『メロス』、『新音楽時報』などの音楽雑誌のために記事を書いた。1930年から『ケルン市アンツァイガー』の音楽批評家、1935年から1945年まで『ケルン新聞』の編集者をつとめた。
1945年、イギリス占領軍によって管理されるケルン・ラジオ局（北西ドイツ放送(NWDR)、1955年からは西部ドイツ放送(WDR)に改組）の最初の従業員として雇用された。1947年に北西ドイツ放送の文化報道部門の担当になった。1948年には『音楽の深夜番組』を開始し、1965年まで同番組のディレクターをつとめた。
1950年、『十二音技法の教科書』を出版した。この書物はシェーンベルク派の十二音技法の入門書で、イタリア語・スペイン語・マジャル語に翻訳された。
1951年、アイメルトはヴェルナー・マイヤー＝エプラーとともに北西ドイツ放送のディレクターであるハンス・ハルトマンにかけあってケルン電子音楽スタジオを設立した。アイメルトは1962年までスタジオの所長だった。1953年にアイメルトはカールハインツ・シュトックハウゼンをスタジオに招いた。1963年以降シュトックハウゼンはアイメルトの後継のディレクターになった。
ケルンのスタジオは1950年代から1960年代にかけて世界でもっとも影響の強い電子音楽スタジオであり、ここで作業した人々にはシュトックハウゼンのほかにミヒャエル・フォン・ビール、コンラート・ベーマー、ヘルベルト・ブリュン、ジャン＝クロード・エロワ、エトヴェシュ・ペーテル、フランコ・エヴァンジェリスティ、リュック・フェラーリ、ヨハネス・フリッチュ、ロルフ・ゲールハール、カレル・フイヴァールツ、ヘルマン・ハイス、ヨーク・ヘラー、石井眞木、デイヴィッド・ジョンソン、マウリシオ・カーゲル、ゴットフリート・ミヒャエル・ケーニヒ、ペトル・コティク、ヴォジミエシュ・コトンスキ、エルンスト・クルシェネク、ラディスラフ・クプコヴィチ、ジェルジ・リゲティ、メシアス・マイグアシュカ、ボー・ニルソン、アンリ・プッスール、ロジャー・スモーリー、ディミトリー・テルツァキス、ヤニス・クセナキス、ベルント・アロイス・ツィンマーマンらがあった。コーネリアス・カーデューも1958年からここで働いた。
1951年から1957年まで、ダルムシュタット夏季現代音楽講習会の講師をつとめた。
1955年から1962年にかけて、アイメルトはシュトックハウゼンと共同で現代音楽の雑誌『ディー・ライエ  (Die Reihe) 』を編集した。
1964年に『セリー音楽技法の基礎』を出版した。
1965年にケルン音楽大学の教授に就任し、1971年まで同大学の電子音楽スタジオの所長をつとめた。アイメルトは後継の所長であるハンス・ウルリッヒ・フンパート (de:Hans Ulrich Humpert) とともに『電子音楽辞典』の編纂にあたったが、原稿の完成を目前にして、1972年12月15日、デュッセルドルフあるいはケルンで没した。『電子音楽辞典』は１９７３年にbosse musik paperbackから出版された。

## 主な楽曲
- 弦楽四重奏曲 (1923-25)
- サクソフォーン、フルートおよび専用の騒音楽器による『白鳥』 (1926)
- 5台の楽器のための室内協奏曲 (1926)
- 室内オーケストラのための組曲 (1929)
- ヴァイオリンとチェロのための音楽 (1931)
- 弦楽四重奏曲第2番 (1939)
- ピアノのための変奏曲 (1943)
- ヴァイオリン・ヴィオラ・チェロのための三重奏曲 (1944)
- 管楽器のための音楽 (1947)
- 4つの小品（ロベルト・バイアーと合作）(1953)
- 電子音楽『構造8』 (1953)
- 電子音楽『グロッケンシュピール』(1954)
- 電子音楽『音の混合』(1954)
- 電子音楽『5つの小品』(1956)
- 『イーゴリ・ストラヴィンスキーを讃えて』(1957)
- 『選択1』(1960)
- 語りと電子的に変換された音声による『久保山愛吉の墓碑銘』(1962)
- 電子音楽『6つの小品』(1962)

## 主な著書
- 1924. Atonale Musiklehre. Leipzig: Verlag von Breitkopf & Härtel. （無調音楽論）
- 1932. Musikalische Formstrukturen im 17. und 18. Jahrhundert; Versuch einer Formbeschreibung. Augsburg: B. Filser. （17世紀および18世紀の音楽の形式構造）
- 1950. Lehrbuch der Zwöfltontechnik. Wiesbaden: Breitkopf & Härtel. （十二音技法教本）
- 1964. Grundlagen der musikalischen Reihentechnik. Bücher der Reihe. Wien: Universal Edition. （セリー音楽技法の基礎）
- 1973. Lexikon der elektronischen Musik. Regensburg: Bosse.（電子音楽辞典、ハンス・ウルリッヒ・フンパートと共著。没後出版）